# Полтавська обласна організація НСПУ
Полтавська обласна організація Національної спілки письменників України — структурний підрозділ, обласна філія НСПУ в Полтавській області.

## Історія
Була започаткована 1936 року, але через репресії і війну відновила свою діяльність тільки в квітні 1956 року..
Сучасні полтавські письменники вважають, що наслідують традиції своїх славетних земляків — Григорія Сковороди, Івана Котляревського, Панаса Мирного.
Письменники старшого покоління, що зумовлювали діяльність Спілки: Надія Хоменко (1912—1987), Олесь Юренко (1912—1990), Яків Шутько (1916—1992), Федір Гарін (1914—1998), Леонід Бразов (1916—1997), Тарас Нікітін (1947—1993) та інші. Етапи їхньої творчості і діяльності ґрунтовно розкриті в книгах та публікаціях відомих полтавських літературознавців Петра Ротача, Миколи Костенка, Анатолія Дяченка.

## Сучасність
У 2006 році організація складалася з 36 спілчан. До «традиційної школи» дослідники зараховують представників старшого покоління — Леоніда Вернигору, Володимира Карпенка, Володимира Мирного, Івана Нечитайла, Володимира Тарасенка, Григорія Терещенка, Володимира Заліського, Петра Мостового, Олега Головка, Івана Маценка, Наталію Харасайло; за модерністів вважають Олену Гаран, Володимира Ейсмонта, Олексія Кацая, Олександра Галіцина, Раїсу Плотникову, Володимира Шкурупія, Миколу Костенка, а неомодерністами — Любов Пономаренко, Олександра Міщенка, Наталку Фурсу, Сергія Осоку, Дарину Риженко.
При організації діє обласна літературна студія (літературне об'єднання) «Полтавські джерела», яку в різні роки очолювали Михайло Казидуб, Наталка Фурса, з 2004 року нею керує Олена Гаран. Літстудія ставить за мету виявлення талантів, поповнення письменницьких лав обдарованою молоддю, духовний і соціальний захист її, об'єднання для спілкування та спільної праці в мистецьких, благодійних і видавничих проектах творчих людей різних поколінь.
Проводить обласний конкурс «Собори душ своїх бережіть» імені Олеся Гончара, започаткувала випуск альманаху «Острови», організовує літературні семінари.
За сприяння Спілки засновані і вручаються дотичні до літератури премії: обласні ім. Івана Котляревського, обласна ім. Леоніда Бразова, ім. Панаса Мирного, ім. Феодосія Рогового, ім. Петра Ротача ім. Володимира Степанюка; полтавські міські — ім. Миколи Ярошенка, ім. Самійла Величка, ім. В. Г. Короленка; по районах області — ім. М. В. Гоголя, ім. Василя Симоненка, ім. Братів Тютюнників, ім. Володимира Малика.
З 2018 року організація видає літературно-мистецький журнал «Полтавська криниця» (редактор В. Шкурупій). Вийшло чотири числа. 
Станом на січень 2023 року на обліку перебувало 42 письменники. Окрім Полтави спілчанський осередок представляють Кременчук, Лубни, Миргород.

## Склад
Склад організації вказаний станом на січень 2024 року.
| Повноваження голови | Повноваження голови       | Повноваження голови | Повноваження голови |
| №                   | ПІБ                       | Набуття             | Скасування          |
| ------------------- | ------------------------- | ------------------- | ------------------- |
| 1                   | Пилип Бабанський          | 1956                | 1957                |
| 2                   | Олесь Юренко              | 1957                | 1966                |
| 3                   | Олександр Чуча            | 1966                | 1989                |
| 4                   | Тарас Нікітін             | 1989                | 1991                |
| 5                   | Володимир Мирний          | 1991                | 2000                |
| 6                   | Микола Костенко           | 2000                | 2005                |
| 7                   | Олена Гаран               | 2005                | 2015                |
| 8                   | Кірячок Наталія Василівна | 2015                | 2025                |
| 9                   | Віктор Сердюк             | з липня 2025        |                     |

| Склад | Склад                                           | Склад      | Склад      | Склад      |
| №     | ПІБ                                             | Роки життя | Вступ      | Вибуття    |
| ----- | ----------------------------------------------- | ---------- | ---------- | ---------- |
| 1     | Баклай Наталія Михайлівна                       | 1958 р.н.  | 21.03.1995 |            |
| 2     | Вернигора Леонід Михайлович                     | 1939 р.н.  | 31.05.1979 |            |
| 3     | Віценя Лідія Миколаївна                         | 1954 р.н.  | 29.03.2001 |            |
| 4     | Галіцин Олександр Анатолійович                  | 1955 р.н.  | 04.04.2000 |            |
| 5     | Гальченко Анатолій Васильович                   | 1935-2011  | 30.09.1997 | 03.12.2011 |
| 6     | Гаран Олена Валентинівна                        | 1977 р.н.  | 26.06.2002 |            |
| 7     | Головко Олег Федотович                          | 1940-2016  | 24.04.1974 | 10.06.2016 |
| 8     | Гурба Ольга Василівна                           | 1941 р.н.  | 24.04.1974 |            |
| 9     | Дідик (Снарська) Інна Станіславівна             | 1965 р.н.  | 25.12.2006 |            |
| 10    | Дмитренко Юрій Михайлович                       | 1951 р.н.  | 25.01.1994 |            |
| 11    | Ейсмонт Володимир Борисович                     | 1972 р.н.  | 20.06.2003 |            |
| 12    | Заліський Володимир Ілліч                       | 1925-2008  | 25.03.1997 | 18.05.2008 |
| 13    | Казидуб Віра Іванівна                           | 1957 р.н.  | 17.02.1998 |            |
| 14    | Карпенко Володимир Пилипович                    | 1935 р.н.  | 13.06.1995 | 17.02.2022 |
| 15    | Кацай Олексій Опанасович                        | 1954 р.н.  | 05.11.1999 |            |
| 16    | Кльокта Тетяна Михайлівна                       | 1964 р.н.  | 18.10.2018 |            |
| 17    | Кревська Ганна (Кононенко Марина Володимирівна) | 1979 р.н.  | 25.04.2013 |            |
| 18    | Костенко Микола Васильович                      | 1939-2016  | 09.12.1997 | 14.04.2016 |
| 19    | Луньова Тетяна Володимирівна                    | 1976 р.н.  | 2015?      |            |
| 20    | Люба Євгенія                                    | 1981 р.н.  | 15.02.2012 | ????       |
| 21    | Макаренко Сергій Ігорович                       | 1990       | 06.03.2018 |            |
| 22    | Манойленко (Новоселецька) Юлія Анатоліївна      | 1979 р.н.  | 24.09.2009 |            |
| 23    | Маценко Іван Антонович                          | 1921-2011  | 29.01.1982 | 05.06.2011 |
| 24    | Мирний Володимир Степанович                     | 1935 р.н.  | 12.06.1973 |            |
| 25    | Міщенко Олександр Михайлович                    | 1971 р.н.  | 14.09.2004 |            |
| 26    | Моісєєнко Ігор Олексійович                      | 1962 р.н.  | 07.02.2011 |            |
| 27    | Мостовий Петро Кузьмич                          | 1923-2010  | 28.05.1974 | 28.07.2010 |
| 28    | Наріжний Костянтин Григорович                   | 1927-2014  | 19.06.2001 | 03.06.2014 |
| 29    | Неживий Олексій Іванович                        | 1957-2019  | 1997       | 17.06.2019 |
| 30    | Нечитайло Іван Якович                           | 1935 р.н.  | 12.11.1998 |            |
| 31    | Новікова Ніка (Вероніка Юріївна)                | 1987 р.н.  | 25.04.2013 |            |
| 32    | Овдієнко Людмила Миколаївна                     | 1948-2015  | 22.01.1979 | 15.00.2015 |
| 33    | Осока Сергій (Нечитайло Сергій Олександрович)   | 1980 р.н.  | 26.06.2002 |            |
| 34    | Пантелей Олександр Сергійович                   | 1980 р.н.  | 16.10.2013 |            |
| 35    | Пахомов Анатолій Іванович                       | 1942 р.н.  | 19.05.2011 |            |
| 36    | Плотникова (Жарова) Раїса Василівна             | 1955 р.н.  | 18.05.1999 |            |
| 37    | Плювако Володимир Миколайович                   | 1955 р.н.  | 01.10.1996 |            |
| 38    | Пономаренко (Кириченко) Любов Петрівна          | 1955 р.н.  | 1987       |            |
| 39    | Пустовгар Галина Григорівна                     | 1978 р.н.  | 03.03.2017 |            |
| 40    | Пушко Олександр Олександрович                   | 1992 р.н.  | 29.04.2014 |            |
| 41    | Риженко (Рудик) Дарина Миколаївна               | 1985 р.н.  | 28.02.2005 |            |
| 42    | Роговий Юрій Феодосійович                       | 1957 р.н.  | 15.02.2012 |            |
| 43    | Ротач Петро Петрович                            | 1925-2007  | 16.04.1992 | 13.06.2007 |
| 44    | Сазанський Олександр Григорович                 | 1952 р.н.  | 16.05.1995 |            |
| 45    | Семеняка Віктор Павлович                        | 1948 р.н.  | 29.05.1981 |            |
| 46    | Сенчило Микола Єлисійович                       | 1939 р.н.  | 2004       |            |
| 47    | Слєпцов Володимир Анатолійович                  | 1961 р.н.  | 2012?      |            |
| 48    | Степаненко (Селецький) Микола Іванович          | 1958 р.н.  | 19.05.2011 |            |
| 49    | Стороженко Павло Сергійович                     | 1946 р.н.  | 10.11.1995 |            |
| 50    | Тарасенко Володимир Олександрович               | 1948-2012  | 16.01.1997 | 14.11.2012 |
| 51    | Терещенко Григорій Михайлович                   | 1922-2008  | 16.03.1971 | 17.04.2008 |
| 52    | Трикаш (Кірячок) Наталія Василівна              | 1982 р.н.  | 15.02.2012 |            |
| 53    | Хало Ольга Іванівна                             | 1953 р.н.  | 29.03.2001 |            |
| 54    | Харасайло Наталія Никифорівна                   | 1956 р.н.  | 14.09.2004 |            |
| 55    | Шкурупій Володимир Михайлович                   | 1954 р.н.  | 28.11.1988 |            |